# Сухая Видзя
Сухая Видзя — деревня в Увинском районе Удмуртии, входит в Булайское сельское поселение. Находится в 38 км к югу от посёлка Ува и в 59 км к западу от Ижевска.